# IMAGE DOWN
「IMAGE DOWN」（イメージ・ダウン）は、日本のロックバンドであるBOØWYの楽曲。
1982年3月21日にビクター音楽産業のInvitationレーベルからリリースされたファースト・アルバム『MORAL』に収録されている。作詞は氷室狂介（後の氷室京介）、作曲・編曲は布袋寅泰。
BOØWY結成直後に最初に制作された曲であり、尻軽な10代の少女を揶揄した歌詞とパンク・ロック調のサウンドを特徴としている。歌詞が過激であるという理由でレコード会社からリリースを断られた事もあり、後に歌詞が数回に亘り書き直しが行われている。また高橋まことの加入以前にレコーディングが行われたため、スタジオ録音版ではドラムスは木村マモルが担当している。
初期のライブにおいて一時期セットリストから外された事もあるが、解散までのほぼ全てのライブで欠かさず演奏され同バンドの代表曲となった。後に氷室がソロライブにおいてカバーした他、安宅美春やパフィーなどによってカバーされている。

## 背景
1979年、ヤマハ主催のアマチュアロックバンドコンテスト「EAST WEST'79」にて、氷室狂介が松井恒松らと結成したバンド「デスペナルティ」が関東・甲信越大会にて優勝し、中野サンプラザで開催される全国大会に出場するため上京する。同時期に、楽器店主催のコンテスト「A・ROCK」にて、布袋寅泰が後にBOØWYのマネージャーとなる土屋浩と共に結成したバンド「BLUE FILM」で優勝し、日本青年館で開催される全国大会に出場するため上京する。
その後、全国大会にて入賞を果たした氷室は音楽事務所ビーイングと契約するもバンドとしての活動は中止となり、事務所の意向により1年間限定という形で既に活動していたバンド「スピニッヂ・パワー」にボーカリストとしての参加を余儀なくされ、また松井は「織田哲郎&9th IMAGE」へ参加することとなった。その後、スピニッヂ・パワーから脱退し地元である群馬への帰省を考えていた氷室であったが、当時交際していた女性からチケットを渡されたことを切っ掛けに、RCサクセションの日比谷野外音楽堂公演を観賞した。同公演を観賞して感銘を受けた氷室は、再度自身のバンドを結成する意志を固め、布袋に連絡した。六本木のアマンドで会った氷室と布袋であったが、双方の音楽的嗜好が近いことなどから意気投合し、氷室は布袋を連れてビーイングの事務所へ赴きスピニッヂ・パワーからの脱退と新たなバンドを結成する意志を事務所社長である長戸大幸に伝えた。長戸は氷室に対しバンド結成の許可を出したが、メンバーは自分で選定するよう要求した。その後、かつてのバンド仲間であり「織田哲郎&9th IMAGE」で活動していた松井からバンドへの加入希望の連絡があり参加することが決定した。その後氷室が所属していたスピニッヂ・パワーは解散し、ドラマーであった木村マモルが氷室の元を訪れた際に氷室はバンドへの参加を求め、木村はあくまでプロデューサーとしての参加を主張しながらもドラマーとして参加することが決定した。また布袋の提案によりサックスとして深沢和明、氷室の提案によりギターとして諸星アツシの参加が決定した。これにより6人編成で事務所側より「暴威」とバンド名が命名され活動開始となった。

## 録音
事務所からレコーディングの許可を得た氷室は、自宅にて布袋との2人作業でカセットデッキで曲作りを行い、初めに本作が制作された。その後ドラムスとして参加していた木村マモルは他メンバーとのリズム感の違いから新たなドラマーのオーディションを提案し、高橋まことが選定される事となった。氷室から打診された高橋はオーディションにて本作を演奏する際に、大声でカウントを取った事からベースの松井恒松が笑い出し、ベースが弾けなくなる事態となった。しかしこの件を切っ掛けとしてリハーサル後に氷室から正式に加入を打診され、高橋はこれを快諾する事となった。ただし、アルバム『MORAL』収録バージョンでは木村がドラムスを担当している。

## 音楽性と歌詞
歌詞の内容は複数の異性と付き合う尻軽な10代の少女を揶揄したものとなっており、パンク色の強かった時期に制作されたためパンク・ロックを思わせる仕上がりとなっている。曲が完成した初期の頃は歌詞が異なり、「かっこいいわねマリーの彼氏と」の出だしと「自慢じゃないけどいつでも私は」の出だしの二つのバージョンが存在する。
アルバム『MORAL』は当初日本フォノグラムからリリースされる予定であったが、歌詞やファッションなどがレコード会社から問題視された。パンク・ロック色が強く、歌詞のイメージが汚いとレコード会社側がリリースをためらっていたため、1981年の夏に全てのレコーディングが終了しているにもかかわらず、同年に『MORAL』はリリースされなかった。高橋の自著『スネア』によれば、本作の歌詞が特に問題視され、様々なレコード会社からリリースを断られたと記されている。結果として本作は歌詞の書き直しが行われたが、それでもレコード会社の了承は得られなかった。最終的にはビクター音楽産業からリリースされることが決定した。

## ライブ・パフォーマンス
最終公演となった『“LAST GIGS”』（1988年）まで、アレンジを変更せずにほぼ全てのライブで演奏された。初期のライブにおいて、音楽性に対する志向の変化から1982年9月9日の渋谷パルコ Part3でのライブでは方向性を変え、演奏曲や衣装をそれまでのイメージと全く異なるものに変更することを布袋が提案、当日のライブではそれまで必ず演奏していた本作をセットリストから外した事によって客席からブーイングが起き、収集が付かなくなったためアンコールで本作の演奏を余儀なくされた事もあった。1985年のロンドンにおけるマーキー・クラブ公演ではデモ音源時の過激な歌詞も織り交ぜて歌唱されている。
ライブでは間奏の「IMAGE DOWN」の部分を聴衆に歌わせるのが恒例となっており、ライブ・アルバム『“GIGS” JUST A HERO TOUR 1986』（1986年）ではその最中に氷室が「ライブハウス武道館へようこそ」とMCをしている。このライブバージョンは1986年7月2日の日本武道館公演の音源であり、ベストアルバム『THIS BOØWY』（1998年）にも収録されているが、元の音源よりも演奏時間が短く編集されており、さらには曲中で聴こえてくる氷室のMCや布袋のコーラスの一部がカットされている。また、原宿のスタジオで同ライブ・アルバムのミックス作業中に、氷室と布袋は「客席の声が少し足りない、もっと臨場感が欲しい」と要望を出した上、氷室および布袋は直接街中の若者に対し「すいません、今そこでレコーディングをやってるんだけど、ちょっと来てくれない?」と声を掛け、急遽20人程を集めて音声録音が行われた。さらに、後からキーボードの音などを追加しミックスしている。

## カバー、リミックス
- 安宅美春 - 『孤独のRUNAWAY』（1990年）
女性ギタリストの安宅美春（後にKIX-Sを結成）が、ギターインストアルバム『孤独のRUNAWAY』でゲストボーカルに早尻翔介（後のT-BOLANの森友嵐士）を迎えてカバーしており、ドラムスには樋口宗孝（LOUDNESS）がレコーディングに参加した。
- JOUJOUKA - 『MORAL-TRANCE MIX』（2002年）
リミックスバージョンが収録されている。
- 東京ピンサロックス - 『BOØWY Respect』（2003年）[26]
- パフィー - 『THE HIT PAREDE』（2002年）[27]
奥田民生によるプロデュースとなっている。
- 氷室京介 - ライブ・ビデオ『KING OF ROCK SHOW of 88'S-89'S TURNING PROCESS』（1989年）、ライブ・アルバム『21st Century Boøwys Vs Himuro』
BOØWY解散後の初のソロライブツアーにて、氷室が同曲を演奏している。また2004年の東京ドーム公演や2011年の東京ドームでのチャリティーライブなどでも演奏された。

## スタッフ・クレジット

### BOØWY
- 氷室狂介 - ボーカル
- 布袋寅泰 - ギター
- 深沢和明 - コーラス
- 諸星アツシ - ギター
- 松井恒松 - ベース
- 木村マモル - ドラムス

### スタッフ
- 渡辺モリオ（マライア） - サウンド・プロデュース
- 星加哲 - ディレクター
- 小野誠彦 - レコーディング・エンジニア、リミックス・エンジニア
- 月光恵亮 - イメージング・コーディネーター
- 東元晃 - エグゼクティブ・プロデューサー
- 長戸大幸（ビーイング） - エグゼクティブ・プロデューサー

- 月光恵亮 & MOONSHINE PROJECT - アートディレクション
- 月光恵亮 - デザイン
- 居坂和典 - 写真撮影
- TAMA CHAN - メイクアップ
- 木村マモル - スペシャル・サンクス
- ELK. - スペシャル・サンクス

## 収録アルバム
スタジオ音源
- 『MORAL』（1982年）
- 『THIS BOØWY DRASTIC』（2007年）
- 『BOØWY THE BEST "STORY"』（2013年）

ライブ音源
- 『“GIGS” JUST A HERO TOUR 1986』（1986年） - 1986年7月2日の日本武道館公演から収録。
- 『“LAST GIGS”』（1988年） - 1988年4月5日の東京ドーム公演から収録。
- 『THIS BOØWY』（1998年） - 『“GIGS” JUST A HERO TOUR 1986』と同音源。
- 『“GIGS” CASE OF BOØWY』（2001年） - 1987年7月31日のワールド記念ホール、1987年8月7日の横浜文化体育館公演から収録。
- 『GIGS at BUDOKAN BEAT EMOTION ROCK'N ROLL CIRCUS TOUR 1986.11.11〜1987.02.24』（2004年） - 1987年2月24日の日本武道館公演から収録。
- 『“GIGS” CASE OF BOØWY COMPLETE』（2007年）
- 『“LAST GIGS” COMPLETE』（2008年）
- 『“GIGS” JUST A HERO TOUR 1986 NAKED』（2012年）